# クリスチャン・スレーター
クリスチャン・スレーター（英語: Christian Slater、本名: Christian Michael Leonard Hawkins、1969年8月18日 - ）はアメリカ合衆国の俳優。ニューヨーク市出身。

## プロフィール
父親は俳優、母親はハリウッドのキャスティング・ディレクター。子供時代からテレビ・舞台へ出演し、1980年にブロードウェイ・デビュー。1985年に映画デビュー。翌年、ショーン・コネリー主演の『薔薇の名前』で、コネリーの弟子を演じて注目を集める。代表作は『トゥルー・ロマンス』（1993年）。『インタビュー・ウィズ・ヴァンパイア』（1994年）では、前年に急死したリヴァー・フェニックスの代役を務めている。

### 私生活
拳銃不法所持などのトラブルが多く、ハリウッドを代表するお騒がせ俳優の1人でもある。1989年には飲酒運転の容疑で逮捕。1997年8月11日、パーティーでヘロインを服用して女友達の顔面を殴り、ロス市警に逮捕された。この時は禁固3か月の判決を受け、59日後に服役態度良好で釈放されたが、2005年5月30日未明にはニューヨークの路上で女性に痴漢行為を働いたとして、再逮捕された。
クリスティーナ・アップルゲート、サマンサ・マシス、ウィノナ・ライダー、モデルのクリスティー・ターリントンなどとの交際を経て2000年、テレビプロデューサーのライアン・ハドンと結婚（その後、ライアンは2003年にラスベガスのハードロックカフェでスレーターに暴力を振るい、逮捕されたことがある）。前年に息子（ジェイデン・クリストファー）が、2001年には娘（エリアナ・ソフィア）がそれぞれ誕生。その後、2007年に離婚し、シャロン・ストーン、実業家のタマラ・メロンなどと交際。
かつて高校を自主退学したが、30代で高卒認定試験を受けて資格を得る。

## 出演作

### 映画
| 公開年 | 邦題 原題                                                                             | 役名                               | 備考             | 日本語吹替                                                                                            |
| ------ | ------------------------------------------------------------------------------------- | ---------------------------------- | ---------------- | --- |
| 1983年 | ハンク・ウィリアムスJr.物語 偉大なる父へ 1983                                         | ウォルト                           | テレビ映画       | |
| 1985年 | ビリージーンの伝説 The Legend of Billie Jean                                          | ビンクス                           |                  | （日本語吹替版なし）                                                                                  |
| 1986年 | 薔薇の名前 Der Name der Rose                                                          | ウィリアムの弟子メルクのアドソ     |                  | 草尾毅（テレビ朝日版）                                                                                |
| 1988年 | タッカー Tucker: The Man and His Dream                                                | ジュニア                           |                  | 成田剣（日本テレビ版）                                                                                |
| 1989年 | ヘザース/ベロニカの熱い日 Heathers                                                    | J. D.（ジェイソン・ディーン）      |                  | （日本語吹替版なし）                                                                                  |
| 1989年 | ローリング・キッズ Gleaming the Cube                                                  | ブライアン・ケリー                 |                  | |
| 1989年 | クリスチャン・スレーターの 愛が欲しくてたまらない Desperate for Love                  | クリフ・ペトリー                   | テレビ映画       | |
| 1989年 | 宇宙への選択 Beyond the Stars                                                         | エリック・マイケルズ               |                  | |
| 1989年 | スウィート・ロード Sweet Road                                                         | ニック・ウッズ                     |                  | 松本保典（VHS版）                                                                                     |
| 1990年 | フロム・ザ・ダークサイド 3つの闇の物語 Tales from the Darkside: The Movie             | アンディ                           | 第1話「運命249」 | （日本語吹替版なし）                                                                                  |
| 1990年 | ヤングガン2 Young Guns II                                                             | デイブ・ルダボウ                   |                  | 堀内賢雄（VHS版） 真地勇志（フジテレビ版）                                                            |
| 1990年 | 今夜はトーク・ハード Pump Up the Volume                                               | マーク・ハンター                   |                  | （日本語吹替版なし）                                                                                  |
| 1991年 | ロビン・フッド Robin Hood: Prince of Thieves                                          | ウィル・スカーレット               |                  | 大滝進矢（ソフト版） 竹村拓（フジテレビ版） 桐本琢也（テレビ東京版）                                  |
| 1991年 | モブスターズ/青春の群像 Mobsters                                                      | チャーリー・“ラッキー”・ルチアーノ |                  | 原康義                                                                                                |
| 1991年 | スタートレックVI 未知の世界 Star Trek VI: The Undiscovered Country                    | エクセルシオ通信士官               |                  | |
| 1992年 | カフス! Kuffs                                                                         | ジョージ・カフス                   |                  | 堀内賢雄（VHS版）                                                                                     |
| 1992年 | ハートブレイク・タウン Where the Day Takes You                                        | ソーシャル・ワーカー               | クレジットなし   | 津田英三                                                                                              |
| 1993年 | 忘れられない人 Untamed Heart                                                          | アダム                             |                  | |
| 1993年 | トゥルー・ロマンス True Romance                                                       | クラレンス・ウォーリー             |                  | 家中宏（ソフト版） 山寺宏一（日本テレビ、テレビ東京版）                                               |
| 1994年 | ジミー・ハリウッド Jimmy Hollywood                                                    | ウィリアム                         |                  | 堀内賢雄（VHS版）                                                                                     |
| 1994年 | インタビュー・ウィズ・ヴァンパイア Interview with the Vampire: The Vampire Chronicles | ダニエル・マロイ                   |                  | 家中宏（ソフト版） 堀内賢雄（フジテレビ版） 成田剣（テレビ東京版） 阪口周平（BS10スターチャンネル版） |
| 1995年 | 告発 Murder in the First                                                              | ジェームズ・スタンフィル           |                  | 松本保典                                                                                              |
| 1995年 | マンハッタン花物語 Bed of Roses                                                       | ルイス・ファレル                   |                  | 藤原啓治                                                                                              |
| 1996年 | ブロークン・アロー Broken Arrow                                                       | ライリー・ヘイル大尉               |                  | 松本保典（ソフト版） 宮川一朗太（日本テレビ版） 猪野学（テレビ朝日版）                                |
| 1997年 | オースティン・パワーズ Austin Powers: International Man of Mystery                    | 警備員                             | クレジットなし   | |
| 1997年 | ジュリアン・ポーの涙 Julian Po                                                        | ジュリアン・ポー                   |                  | |
| 1998年 | フラッド Hard Rain                                                                    | トム                               |                  | 堀内賢雄（ソフト版） 平田広明（日本テレビ版）                                                         |
| 1998年 | バジル Basil                                                                          | ジョン・マニョン                   | 出演・製作       | 中田譲治                                                                                              |
| 1998年 | ベリー・バッド・ウェディング Very Bad Things                                          | ロバート・ボイド                   |                  | 家中宏                                                                                                |
| 2000年 | ザ・コンテンダー The Contender                                                        | レジナルド・ウェブスター           |                  | 高瀬右光                                                                                              |
| 2001年 | スコーピオン 3000 Miles to Graceland                                                  | ハンソン                           |                  | 藤原啓治                                                                                              |
| 2001年 | クライム & ダイヤモンド Who Is Cletis Tout?                                           | トレヴァー・アレン・フィンチ       |                  | 家中宏                                                                                                |
| 2001年 | ズーランダー Zoolander                                                                | 本人                               | カメオ出演       | 多田野曜平                                                                                            |
| 2002年 | ハードキャッシュ Run for the Money                                                    | テイラー                           |                  | |
| 2002年 | ウインドトーカーズ Windtalkers                                                        | ピート・“オックス”・ヘンダーソン   |                  | 寺杣昌紀（ソフト版） 家中宏（テレビ朝日版）                                                           |
| 2003年 | ボブ・ディランの頭のなか Masked and Anonymous                                         | クルー#1                           |                  | |
| 2004年 | マインドハンター Mindhunters                                                          | J.D.レストン                       |                  | 森川智之                                                                                              |
| 2004年 | レッド・イノセンス The Good Shepherd                                                  | ダニエル・クレメンス               |                  | |
| 2004年 | ヘッドハンター Pursued                                                                | ヴィンセント・パーマー             |                  | 堀内賢雄                                                                                              |
| 2004年 | チャーチルズ・ウォー Churchill: The Hollywood Years                                   | ウィンストン・チャーチル           |                  | |
| 2004年 | アローン・イン・ザ・ダーク Alone in the Dark                                          | エドワード・カンビー               |                  | 高橋広司                                                                                              |
| 2004年 | 陰謀のターゲット The Deal                                                             | トム・ハンソン                     | 出演・製作総指揮 | |
| 2006年 | インビジブル2 Hollow Man II                                                           | マイケル・グリフィン               | ビデオ映画       | 吉見一豊                                                                                              |
| 2006年 | ボビー Bobby                                                                          | ダリル・ティモンズ                 |                  | 檀臣幸                                                                                                |
| 2006年 | その男は、静かな隣人 He Was a Quiet Man                                               | ボブ・マコーネル                   |                  | 芹澤孝臣                                                                                              |
| 2007年 | スリップストリーム Slipstream                                                         | レイ / マット・ドブス              |                  | |
| 2007年 | プリンス・オブ・アーク The Ten Commandments                                           | モーセ                             | 声の出演         | |
| 2008年 | チェイス・ヴァニッシャー Love Lies Bleeding                                           | ポレン                             |                  | |
| 2009年 | ドランのキャデラック Dolan's Cadillac                                                 | ドラン                             |                  | 宮内敦士                                                                                              |
| 2009年 | クロス・ゲーム Lies & Illusions                                                       | ウェス・ウィルソン                 |                  | |
| 2011年 | クロス・オーバー Sacrifice                                                            | ポーター神父                       |                  | |
| 2011年 | ドン底女子のハッピー・スキャンダル Without Men                                        | ゴードン                           |                  | |
| 2011年 | ザ・マーダー The River Murders                                                        | ヴコヴィッチFBI捜査官              |                  | 滝知史                                                                                                |
| 2012年 | キラー・ハンター Rites of Passage                                                     | デルガド                           |                  | |
| 2012年 | プレイバック Playback                                                                 | フランク・ライオンズ               |                  | |
| 2012年 | コールド・バレッツ 裏切りの陰謀 Assassin's Bullet                                     | ロバート                           |                  | |
| 2012年 | フリーキー・ディーキー Freaky Deaky                                                   | スキップ・ギブス                   |                  | |
| 2012年 | ガンズ・アンド・ストレンジャー El Gringo                                              | ウェスト警部補                     |                  | こねり翔                                                                                              |
| 2012年 | 夜明けのガンマン Dawn Rider                                                           | ジョン・メイソン                   |                  | |
| 2012年 | ソルジャーズ・アイランド Soldiers of Fortune                                          | クレイグ・マッケンジー             |                  | |
| 2012年 | ガンズ・アンド・ギャンブラー Guns, Girls and Gambling                                 | ジョン・スミス                     |                  | 家中宏                                                                                                |
| 2012年 | バレット Bullet to the Head                                                           | マーカス・バプティスト             |                  | 檀臣幸                                                                                                |
| 2013年 | エイリアン・インフェクション Stranded                                                 | 指揮官ジェラルド                   |                  | 家中宏                                                                                                |
| 2013年 | ニンフォマニアック Vol.1 Nymphomaniac: Vol. I                                         | ジョーの父                         |                  | （日本語吹替版なし）                                                                                  |
| 2013年 | ニンフォマニアック Vol.2 Nymphomaniac: Vol. II                                        | ジョーの父                         |                  | （日本語吹替版なし）                                                                                  |
| 2013年 | ワイルド・スワン Assassins Run                                                        | マイケル・メーソン                 |                  | |
| 2013年 | パニッシュメント The Power of Few                                                     | クライド                           |                  | |
| 2014年 | アスク・ミー・エニシング 彼女の告白 Ask Me Anything                                   | ポール                             |                  | |
| 2014年 | 新エクソシスト 悪霊祓い Way of the Wicked                                             | ヘンリー神父                       |                  | |
| 2015年 | オフロでGO!!!!! タイムマシンはジェット式2 Hot Tub Time Machine 2                      |                                    |                  | 中根徹                                                                                                |
| 2015年 | サスペクツ・ダイアリー すり替えられた記憶 The Adderall Diaries                        | ハンス・ライザー                   |                  | |
| 2016年 | キングコブラ King Cobra                                                               | スティーヴン                       |                  | |
| 2017年 | 天才作家の妻 40年目の真実 The Wife                                                    | ナサニエル・ボーン                 |                  | （日本語吹替版なし）                                                                                  |
| 2018年 | パブリック 図書館の奇跡 The Public                                                    |                                    |                  | （日本語吹替版なし）                                                                                  |
| 2020年 | ヒーローキッズ We Can Be Heros                                                        | テクノ                             | Netflix映画      | 赤城進                                                                                                |
| 2023年 | アレックスとチュパ Chupa                                                              | リチャード・クイン                 | Netflix映画      | 松本保典                                                                                              |
| 2023年 | ザ・ボディガード/ローグ・ミッション Freelance                                         | Sebastian Earle                    |                  | 斎藤寛仁                                                                                              |
| 2024年 | アンフロステッド: ポップタルトをめぐる物語 Unfrosted                                  | マイク・ダイアモンド               |                  | 菊池康弘                                                                                              |
| 2024年 | ブリンク・トゥワイス Blink Twice                                                      | ヴィック                           |                  | 多田野曜平                                                                                            |
| 2025年 | If I Had Legs I'd Kick You                                                            | Charlie                            | 声の出演         | |

### テレビシリーズ
| 放映年    | 邦題 原題                                                       | 役名                                            | 備考                              | 日本語吹替                                          |
| --------- | --------------------------------------------------------------- | ----------------------------------------------- | --------------------------------- | --------------------------------------------------- |
| 1984      | フロム・ザ・ダークサイド/ある頑固者の死 Tales from the Darkside | ジョディ                                        | エピソードA Case of the Stubborns |                                                     |
| 2002      | ザ・ホワイトハウス The West Wing                                | ジャック・リース少佐                            | 計3話出演                         |                                                     |
| 2003      | エイリアス Alias                                                | ニール・キャプラン                              | 計2話出演                         | 森田順平                                            |
| 2006      | マイネーム・イズ・アール My Name Is Earl                        | ウッディ                                        | エピソードRobbed a Stoner Blind   |                                                     |
| 2008      | My Own Worst Enemy                                              | エドワード・アルブライト / ヘンリー・スパイビー | 計9話出演                         |                                                     |
| 2009      | ラリーのミッドライフ★クライシス Curb Your Enthusiasm            | クリスチャン・スレーター                        | エピソードThe Hot Towel           |                                                     |
| 2009-2010 | The Forgotten                                                   | アレックス・ドノヴァン                          | 計17話出演                        | N/A                                                 |
| 2011      | アントラージュ★オレたちのハリウッド Entorage                    | クリスチャン・スレーター                        | 計1話出演                         |                                                     |
| 2011-2012 | Breaking In                                                     | オズ                                            | 計20話出演                        | N/A                                                 |
| 2014      | マインド・ゲーム Mind Games                                     | ロス・エドワーズ                                | 計13話出演                        |                                                     |
| 2015-2019 | MR. ROBOT/ミスター・ロボット Mr. Robot                          | ミスターロボット                                | 計22話出演                        | 藤原啓治（シーズン1まで） 松本保典（シーズン2以降） |
| 2022      | ザ･ボーイズ ダイアボリカル The Boys Presents: Diabolical        | The Narrator: Paul                              | 声の出演                          |                                                     |
| 2022      | ウィロー Willow                                                 | Allagash                                        | 計1話出演                         |                                                     |
| 2022      | バツイチ男の大ピンチ! Fleishman Is in Trouble                   | アーチャー・シルヴァン                          | リカーリング                      |                                                     |
| 2024      | The Spiderwick Chronicles                                       | Dr. Dorian Brauer / Mulgarath                   | 計8話出演                         | N/A                                                 |
| 2024-     | Dexter: Original Sin                                            | Harry Morgan                                    | メインキャスト                    |                                                     |

### CM
- ヒューレット・パッカード「HP Wolf」（2017年 - ）[8][9][10][注釈 1]

## 日本語吹き替え
主に担当しているのは、以下の人物である。
松本保典
『スウィート・ロード』（VHS版）で初担当。後年には自身が担当した作品の中でも『ブロークン・アロー』（ソフト版）を懐かしむコメントを投稿している。
また、『MR. ROBOT/ミスター・ロボット』はシーズン1ではスレーターの担当経験のある藤原啓治が吹き替えていたが、病気療養のために降板したことでシーズン2以降は松本が役を引き継いでいる。これに関しては「気持ちは複雑ではありますが、やれる事を精一杯やるしかないと思っております」と述べた。
家中宏
『トゥルー・ロマンス』（ソフト版）で初担当。初期から中期の作品を担当している。
堀内賢雄
『ヤングガン2』（VHS版）で初担当。主に初期の作品を担当した。
このほかにも、藤原啓治、檀臣幸、成田剣、山寺宏一なども複数回、声を当てている。